# North Korea Tech
North Korea Tech est un blog basé aux États-Unis rédigé par le journaliste britannique Martyn Williams qui couvre l'électronique grand public et les développements technologiques en Corée du Nord,,. Il a été créé en 2010. North Korea Tech est basé à Washington DC,,. Le site est affilié à 38 North,.

## Contexte
Selon Martyn Williams, l'idée de créer ce blog lui est venue après quinze ans passés comme correspondant à Tokyo pour IDG News Service, durant lesquels il a observé l'écart croissant de richesse, de savoir et de prospérité entre la Corée du Nord et la Corée du Sud. À propos de son intérêt pour ce pays, il a déclaré : « La Corée du Nord apparaît aujourd'hui comme un pays encore plus difficile à comprendre que l'URSS ne l'a jamais été, d'où mon intérêt de journaliste. ». En 2016, le site web recevait environ 20 000 visites par mois.
Le site a couvert les téléphones portables, les satellites, les domaines Internet, les systèmes d'exploitation, la technologie des missiles et les services de télévision en ligne nord-coréens,. North Korea Tech a souvent été cité par les médias internationaux, les rapports gouvernementaux et les universitaires effectuant des recherches sur la Corée du Nord,,. Cela a inclus une couverture par l'Agence France-Presse, Vice Magazine et TechCrunch. Il a également été cité par les médias sud-coréens, tels que Yonhap et The Dong-A Ilbo.
North Korea Tech a été victime d'une attaque DDoS début 2016. Le 24 mars 2016, le site a été censuré en Corée du Sud par la Commission coréenne des normes de communication (KCSC) en raison de violations présumées de la loi sur la sécurité nationale de la Corée du Sud, une loi qui interdit de « faire l'éloge, de sympathiser ou de coopérer avec la Corée du Nord ». Williams a fait appel de l'interdiction, affirmant que le site « ne cherche pas à glorifier ou à soutenir la Corée du Nord »,. Le KCSC a déclaré que le site avait été bloqué en raison de liens vers des sites Web nord-coréens et de la publication de vidéos des médias d'État nord-coréens. Jillian York, de l'Electronic Frontier Foundation, a déclaré que « le blocage de North Korea Tech est, à première vue, une application excessive d'une loi qui, en soi, est en contradiction directe avec le principe de liberté d'expression ». Phil Robertson, de Human Rights Watch Asie, a qualifié ce blocage de « nuisible aux droits et contre-productif ». Un appel de l'interdiction a été couronné de succès en 2017 avec l'assistance juridique d' Open Net Korea,.